# Spice 1
Robert Green, Jr. (născut pe 2 iulie 1970), cunoscut sub numele de Spice 1, este un rapper american din Hayward, California.[2] El scotea piese noi înca din 1992. Spice 1 a fost numărul 56 în lista de Top 115 al Hip Hop-ului în revista The Source Magazine din 1988–2003.